# Anton Borodaciov
Anton Borodaciov (n. 23 martie 2000, regiunea Samara, Rusia) este un scrimer rus, medaliat olimpic. A participat la o ediție a Jocurilor Olimpice (2020) în care a câștigat o medalie de argint.